# Privileged
Privileged è una serie televisiva statunitense prodotta da The CW e trasmessa dal 2009. Il telefilm, di genere teen-drama, è basato sul libro How To Teach Filthy Rich Girls di Zoey Dean.

## Trama
Megan Smith (Joanna García), ventitreenne laureata a Yale, si trasferisce a Manhattan con la speranza di trovare lavoro in un giornale famoso, ma quando viene licenziata, si adatta a diventare la tutor delle due nipoti liceali della magnate dei cosmetici Laurel Limoges (Anne Archer), nell'inebriante Palm Beach, in Florida. Le ragazze, Rose (Lucy Hale) e Sage (Ashley Newbrough), sono belle, ribelli, e poco entusiaste della loro nuova tutor, ma Megan è determinata a conquistarle, supportata e consigliata dallo chef Marco (Allan Louis) e dal suo migliore amico, Charlie (Michael Cassidy), che è segretamente innamorato di lei. Anche i vicini sono favolosi a Palm Beach e Megan cattura l'attenzione di Will (Brian Hallisay), il ricco attraente vicino di casa che spesso parla con Marco e che, guarda caso, frequenta la sorella di Megan, Lily (Kristina Apgar). Megan osserva che Rose e Sage hanno un rapporto molto stretto, che lei desidererebbe avere con la sorella Lily, che invece tradisce continuamente la sua fiducia.

## Episodi
| Stagione       | Episodi | Prima TV USA | Prima TV Italia |
| -------------- | ------- | ------------ | --------------- |
| Prima stagione | 18      | 2008-2009    | 2009            |

## Distribuzione
Negli Stati Uniti, la serie è andata in onda sul network The CW a partire dal 9 settembre 2008. La prima stagione si è conclusa il 24 febbraio 2009 e, il 19 maggio 2009, la Cw ha annunciato che non avrebbe prodotto una seconda stagione della serie.
In Italia, la serie è stata trasmessa in prima visione assoluta dal 3 agosto 2009 al 28 settembre 2009, ogni lunedì alle ore 21:00, su Mya di Premium Gallery. In chiaro, la serie è stata trasmessa, in prima serata, su La5 dal 20 settembre 2010 ogni lunedì.

## Opere derivate
Nel 2010 è stato distribuito direct-to-video il film Privileged - Giovane e ribelle (Privileged), interpretato da Nikki Reed e Meaghan Martin e diretto da Jonah Salander.